# João de Bragança, Príncipe do Brasil
D. João de Bragança, Príncipe do Brasil (Lisboa, 30 de agosto de 1688 - Lisboa, 17 de setembro de 1688), foi o filho primogénito do segundo casamento do Rei Pedro II de Portugal com Maria Sofia de Neuburgo, que, por ser filho varão, foi declarado herdeiro presuntivo da coroa e proclamado Príncipe do Brasil.

## Biografia
Nasceu no Paço da Ribeira, em Lisboa, a 30 de agosto de 1688, sendo o seu desejado nascimento celebrado com grande satisfação  (até então era a única herdeira presuntiva da coroa a sua meia-irmã Isabel Luísa Josefa de Bragança, Princesa da Beira, filha do primeiro casamento de seu pai com Maria Francisca de Saboia).
Além do título de Príncipe do Brasil, por varonia, acumulava os títulos de Duque de Bragança, Duque de Barcelos, Marquês de Vila Viçosa, Conde de Barcelos, Conde de Ourém, Conde de Arraiolos e Conde de Neiva.
Ao anunciar-se o nascimento do Príncipe, toda a Corte concorreu ao Paço em festejo. O Rei, que via agora a sua sucessão mais segura, desceu no dia seguinte à Capela Real do mesmo Paço, acompanhado dos grandes fidalgos e demais Nobreza, onde se cantou Te Deum e se realizou uma missa presidida pelo Arcebispo Primaz Luís de Sousa. Por decreto, mandou o Rei soltar os presos e fechar os tribunais por três dias, durante os quais se realizaram luminárias e repiques de sinos em toda a cidade, ocorrendo até romarias de ordens religiosas à Capela. Foi também enviada correspondência com a notícia ao Eleitor Filipe Guilherme do Palatinado-Neuburgo, avô materno, que se encontrava em Heidelberg, à Rainha-Consorte de Espanha, Maria Ana de Neuburgo, tia materna e à recém-viúva Rainha-Consorte de Inglaterra, Catarina de Bragança, tia paterna.
No entanto, o alvoroço dos festejos cessou inesperadamente quando, ao terceiro dia, foram descobertas algumas pústulas na cabeça do jovem Príncipe, que logo se espalharam pelo corpo. Quis a Rainha logo baptizar o filho suspeitando que este pudesse padecer de varíola, porém os médicos resolveram que não seria motivo de preocupação.
Todavia, a 15 de setembro ocorreu o baptismo numa casa imediata aos aposentos da Rainha, que se preparou com grande pressa por se encontrar o Príncipe em perigo de vida. Foi baptizado com o nome de João Carlos Francisco António Xavier de Paula Domingos Miguel Gabriel Rafael de Bragança, pelo Capelão-mor e Arcebispo de Lisboa Luís de Sousa, tendo por padrinhos o avô materno e a meia-irmã, sendo procurador do padrinho o Cardeal Veríssimo de Lencastre. Presentes estavam a Rainha, os oficiais da sua Casa, as camareiras-mores, as damas de companhia e a Princesa Isabel. Houve uma procissão de graças, que seguiu da Sé para o Convento de São Domingos, enquanto ainda se preparavam festejos do nascimento do Príncipe, como, entre outros, touradas das quais participariam o Conde de Aveiras, Avintes e Monsanto. O Príncipe acabaria por falecer a 17 de setembro, contando apenas 18 dias de idade. Com a sua morte prematura, é novamente herdeira presuntiva do trono a sua meia-irmã, até ao nascimento do seu irmão mais novo, que lhe sucederá no título de Príncipe do Brasil, o futuro Rei João V, a quem é dado o mesmo nome, em sua homenagem.

O velório, que se realizou com grande pompa na Capela Real do Paço da Ribeira, foi aberto ao público e nele esteve presente toda a Corte, sendo o Príncipe sepultado na capela-mor da Igreja de São Vicente de Fora. Foi posteriormente trasladado para o Panteão da Dinastia de Bragança, nas mesmas imediações, onde jaz em túmulo não identificado, desconhecendo-se o motivo deste lapso.